# 基督教化
基督教化，也称基督化（英語：或）指个人改宗或集体改宗至基督教。从古典时代晚期直到中世纪，人们使用过各种各样不同的方法来进行基督教化的改宗工作。有一些是通过信徒、神父、牧师来传播福音，在一个已经部分基督教化的社区中和平地传教；也有通过打压异教的方式，如将异教宗教设施改造成成基督教教堂和谴责异教神灵、宗教行为等，来进行传教。
一种非常著名的基督教化的方式是“Interpretatio Christiana”，即通过基督教信徒努力传教（按照大使命去傳福音），将本土的异教文化、宗教图案、宗教地点、宗教教历来转化成基督教的方式。